# 山下正寿
山下 正寿（やました まさとし、1945年 - ）は、日本の教育者。
高知県宿毛市生まれ。高等学校教諭を務めていた1985年から、アメリカ合衆国が1946年-1958年にビキニ環礁やエニウェトク環礁で計67回行った一連の核実験で被災したとみられる県内の船員への聞き取り調査を、高校生たちとともに始めた。研究者らと協力して、アメリカ合衆国の公文書の分析や厚生労働省への情報公開請求に取り組み、被災の実態を明らかにしてきた。2011年の東京電力福島第一原子力発電所事故後、福島県における被害の調査にも携わる。日本共産党の市民団体「高知県太平洋核被災支援センター」事務局長を務める。

## 著作
- 『核の海の証言 : ビキニ事件は終わらない』新日本出版社、2012年9月
- 国立情報学研究所論文検索「山下正寿」